# Afrikaanse gevlekte kathaai
Holohalaelurus punctatus is een vissensoort uit de familie van de Pentanchidae. De wetenschappelijke naam van de soort is voor het eerst geldig gepubliceerd in 1914 door Gilchrist.